# Gabriel Fernández (urugwajski piłkarz)
Gabriel Matías „Toro” Fernández Leites (ur. 13 maja 1994 w Montevideo) – urugwajski piłkarz występujący na pozycji napastnika, od 2024 roku zawodnik meksykańskiego Cruz Azul.